# فعالیت ماگمایی

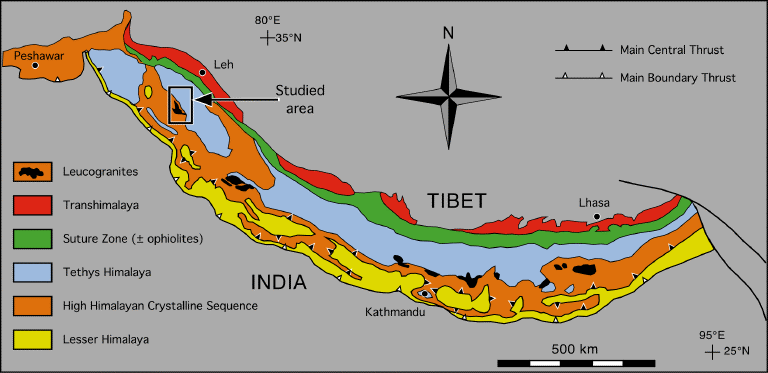
نقشه زمین‌شناسی نشان‌دهنده ژرف‌سنگ Gangdese که بر اثر فعالیت ماگمایی در حدود ۱۰۰ میلیون سال پیش پدید آمده است.

به فرایند تشکیل و حرکت ماگما و تبدیل آن به سنگ آذرین، فعالیت ماگمایی یا ماگماتیسم (انگلیسی: Magmatism) گفته می‌شود.
به عبارت دیگر، فعالیت ماگمایی فرایند قرارگیری ماگما بر روی سطح یا لایه‌های بیرونی یک سیاره زمین‌سان است که طی آن ماگما به شکل سنگ آذرین سخت و جامد می‌شود. آتشفشان‌خیزی اصطلاحی برای فعالیت ماگمایی سطحی است.
فعالیت ماگمایی یکی از فرایندهای مسئول در شکل‌گیری کوه است. منشأ فعالیت ماگمایی بستگی به وضعیت زمین‌ساخت دارد. مثلاً ماگماتیسم آندزیت همراه با تشکیل جزیره کمانی در مرز همگرای صفحه‌های زمین‌ساختی است یا فعالیت ماگمایی بازالت در پشته میانی اقیانوس طی دوره گسترش بستر اقیانوس در مرزهای واگرا روی می‌دهد.
ماگما بر روی زمین بر اثر ذوب بخشی از سنگ‌های سیلیکاتی در گوشته، پوسته قاره‌ای یا پوسته اقیانوسی تشکیل می‌شود.
به نظریه‌ای که براساس آن بیشتر سنگ‌های گرانیت موجود در زمین حاصل تبلور ماگما هستند، نه محصول فرایند گرانیتی‌شدن، ماگماگرایی (انگلیسی: Magmatism) می‌گویند.